# Atlapetes rufigenis
Tico-tico-de-faces-ruivas ou tico-tico-de-orelha-ruiva (Atlapetes rufigenis) é uma espécie de ave da família Emberizidae.
É endémica do Peru.
Os seus habitats naturais são: regiões subtropicais ou tropicais húmidas de alta altitude, matagal tropical ou subtropical de alta altitude e jardins rurais.
Está ameaçada por perda de habitat.